# Zwinglikirche
Zwinglikirchen sind Kirchengebäude, die nach dem Reformator Ulrich Zwingli (1484–1531) benannt sind.
| Name          | Ort                        | Land        | Einweihung/Bau  | Benennung      |
| ------------- | -------------------------- | ----------- | --------------- | -------------- |
| Zwinglihaus   | Basel                      | Schweiz     | 1932 eingeweiht |                |
| Zwinglikirche | Berlin-Friedrichshain      | Deutschland | 1908 eingeweiht |                |
| Zwinglikirche | Biel-Bözingen              | Schweiz     | 1966 eingeweiht |                |
| Zwinglikirche | Dulliken                   | Schweiz     | 1961 eingeweiht |                |
| Zwinglikirche | Grenchen                   | Schweiz     | 1959 eingeweiht |                |
| Zwinglikirche | Sargans                    | Schweiz     | 1959 eingeweiht |                |
| Zwinglikirche | Schaffhausen               | Schweiz     | 1959 eingeweiht |                |
| Zwinglikirche | Weesen                     | Schweiz     | 1913 erbaut     |                |
| Zwinglikirche | Wien                       | Österreich  | 1937 eingeweiht |                |
| Zwinglikirche | Winterthur                 | Schweiz     | 1940 eingeweiht |                |
| Zwinglihaus   | Zürich                     | Schweiz     | 1925 erbaut     |                |
| Zwinglikirche | Zweibrücken-Niederauerbach | Deutschland | 1755 erbaut     | 1956 umbenannt |